# 霊屋橋

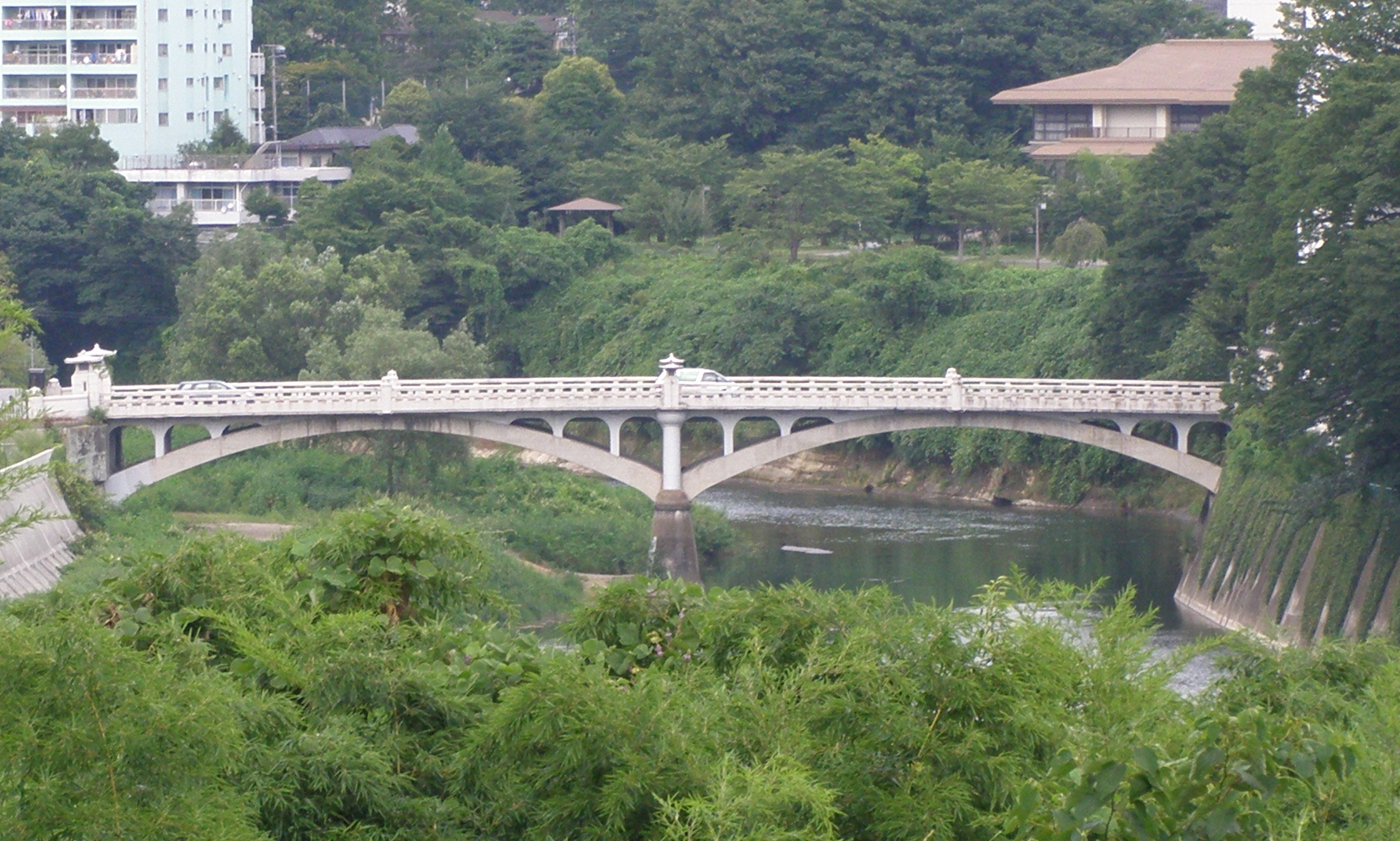
霊屋橋

霊屋橋（おたまやばし）は、名取川の支流広瀬川にかかる橋で、市道霊屋下米ヶ袋線を通す。宮城県仙台市青葉区の霊屋下（おたまやした）と米ヶ袋（こめがふくろ）を結ぶ。長さ60.6メートル、幅10.1メートル。
白い和風の装飾のコンクリート橋である。このあたりの広瀬川は北から南に流れ、幅が狭いが、かわりに底が広瀬川の中でもっとも深く、源兵衛淵という。東の岸は垂直の崖、西が砂岸である。
霊屋橋のそばにある瑞鳳殿は、仙台市の観光地の1つであるが、道路事情はあまりよくない。市の中心部からは、広瀬川を越えたところにあるため、評定河原橋か霊屋橋のどちらかを通らなければならないが、どちらの橋も接続する2車線の道が細い。

## 歴史
「おたまや」は本来は御霊屋だが、読みはそのままで御の字が脱落して定着した。ここでは伊達家代々の霊廟がある瑞鳳殿のことをいう。
明治初年に丸太の柱の列の上に板を渡した橋が作られ、「米ヶ袋渡し」、またその料金から「三文渡し」と呼ばれた。1909年（明治42年）、約100メートル川下に長さ約100メートルで木製の越路橋が架けられたが、翌年流された。
1915年（大正4年）8月に霊屋橋と名を改めた。1916年（大正5年）に木の吊り橋がかけられた。1935年（昭和10年）に現在あるコンクリート製の橋に架け替えられた。長さ65.2メートル、幅8.3メートルあった。現在は長さ60.6メートル、幅10.1メートルとされている。

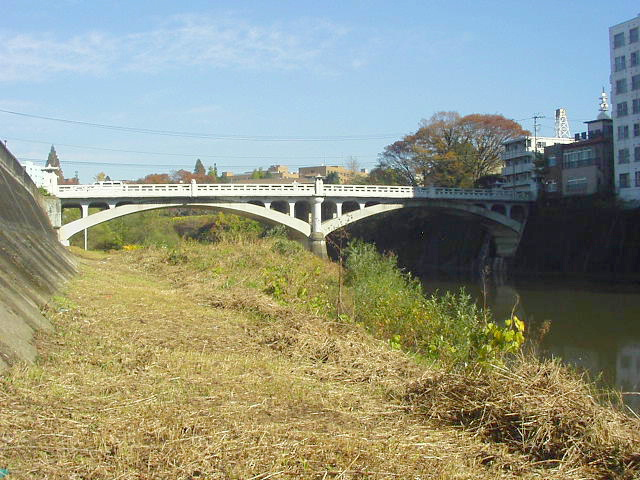
西岸、南から（2003年11月）
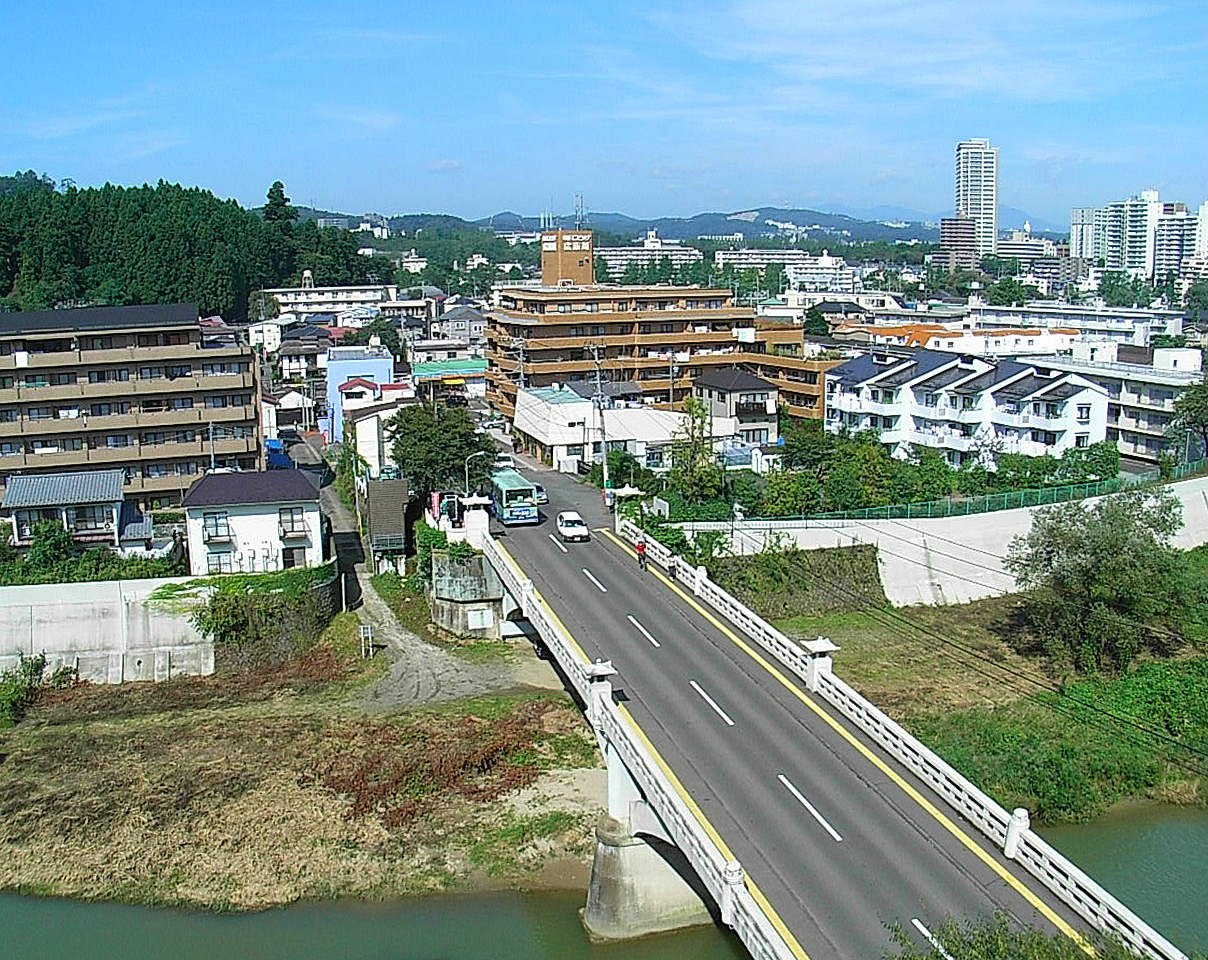
東岸から霊屋下を望む（2007年9月）